# 301553 Ninaglebova
301553 Ninaglebova è un asteroide della fascia principale esterna. Scoperto nel 2009, presenta un'orbita caratterizzata da un semiasse maggiore pari a 3,0908654 UA e da un'eccentricità di 0,0729086, inclinata di 10,87982° rispetto all'eclittica.